# XX століття
XX століття — століття, яке розпочалося 1 січня 1901 року і закінчилося 31 грудня 2000 року; двадцяте століття нашої ери і десяте століття II тисячоліття. Населення світу на початку століття становило 1,6 мільярдів, а до кінця століття збільшилося до 6 мільярдів.
XX століття ознаменувалося швидкою індустріалізацією промисловості, падінням великих імперій і утворенням значної кількості нових незалежних держав. Відбувся величезний стрибок у розвитку науки та інформаційного простору. Було винайдено Інтернет і багато технічних пристроїв, зокрема, комп'ютер. Людство вперше вийшло у відкритий космос. З'явився і набув великого впливу рух за права людини.
Також у XX сторіччі відбулося дві світові війни, які призвели до грандіозних людських втрат. Політичні потрясіння спричинені наслідками Першої світової війни призвели до виникнення та розвитку нових ідеологій: комунізму, фашизму і нацизму; потім вони були осуджені світовою спільнотою. Швидкими темпами зросло поширення атеїзму і агностицизму, через що збільшилася політична активність церкви. Розвиток медицини дозволив врятувати мільйони людей від туберкульозу, віспи, цинги, гепатиту та багатьох інших хвороб. З іншого боку, з'явилися нові захворювання, найзначнішим з яких є СНІД. Середня тривалість життя людини суттєво збільшилася.
Значні зміни принесло XX століття і Україні. На початку століття її сучасні території були поділені між Австро-Угорською і Російською імперіями; внаслідок революції в Росії українці здобули власну державність і навіть не одну, утворивши УНР та Кубанська НР але жодна з них не зберегла її. Таким чином, українські землі увійшли до СРСР, а землі УНР об'єднали в УРСР. Обидві світові війни відбулися в Україні: нерідко бойові дії відбувалися на українських землях, а українці брали участь у війнах з різних сторін, що ворогували між собою. На початку 90-тих років внаслідок перебудови в Радянському Союзі Україна спромоглася утворити незалежну державу, Акт проголошення незалежності України був прийнятий 24 серпня 1991 року.

## Всесвітня історія
- Перша світова війна
- Жовтневий переворот в Росії.
- Мільйонна еміграція з країни.
- Створення СРСР.
- Розпад Австро-Угорської імперії.
- Друга світова війна
- Холодна війна
- Створення соціалістичного табору.
- Розпад СРСР
- США у 20 столітті
- Європейська інтеграція. Хронологію див. Таблиця європейської інтеграції.
- 1901 — в результаті серії об'єднань утворилась «Юнайтед Стейтс стіл корпорейшн», яка контролювала близько 60% всіх потужностей по виробництву сталі в США.

### Історія України
- Хронологія історії України — 4 (XX століття).
- Аграрне перенаселення в українських губерніях Російської імперії початку XX століття
- Національно-визвольні змагання. Україна вперше створила власну державність. Втрата держави. УРСР як сателіт СРСР. Незалежність України.
- Українська еміграція — перша, друга, третя, четверта…
- Голодомор в Україні 1932—1933
- Українська Повстанська Армія.

### Українські митці
- Новаківський Олекса Харлампійович
- Мурашко Олександр Олександрович
- Нарбут Георгій Іванович
- Кричевський Василь Григорович
- Яблонська Тетяна Нилівна
- Лопата Василь Іванович
- Якутович Сергій Георгійович

## Філософія
- Філософія XX століття
- Виникають поняття Фізична, віртуальна реальність.

## Науковці (чоловіки)
- Бехтерєв Володимир Михайлович
- Вернадський Володимир Іванович
- Чижевський Олександр Леонідович
- Альберт Ейнштейн, фізик, теоретик
- Ландау Лев Давидович, фізик, теоретик
- Курчатов Ігор Васильович, фізик
- Александер Флемінг, британський бактеріолог, першовідкривач антибіотиків.
- Вавілов Микола Іванович, біолог
- Ціолковський Костянтин Едуардович, теоретик космонавтики
- Кондратюк Юрій Васильович математик, теоретик космонавтики
- Корольов Сергій Павлович, конструктор космічних ракет
- Голодрига Павло Якович, біолог, виноградар
- Барановський Петро Дмитрович, мистецтвознавець, архітектор, реставратор, музейник
- Грабар Ігор Емануїлович, мистецтвознавець
- Воронін Микола Миколайович, мистецтвознавець, археолог, реставратор
- Лазарєв Віктор Микитович, мистецтвознавець
- Ілля Гілілов (1924—2007), літературознавець, дослідник творчості В. Шекспіра і англійської літератури 16-17 ст.
- Говард Картер, єгиптолог, археолог
- Мозолевський Борис Миколайович, український археолог і поет, дослідник скіфської старовини.
- Роберто Лонгі, італійський історик мистецтва, мистецький експерт
- Кнорозов Юрій Валентинович, дослідник писемності майя
- Єлисеев Сергій Григорович, японіст, мистецтвознавець

## Науковці (жінки)
- Єрмольєва Зінаїда Віссаріонівна (1898–1974), радянський мікробіолог й епідеміолог, винахідник антибіотиків.
- Таня Проскурякова (Tatiana Proskouriakoff 1909–1985), дослідник писемності майя.

## Теоретики космонавтики
- Ціолковський Костянтин Едуардович (1857–1935), Росія
- Кондратюк Юрій Васильович (1897–1941), СРСР
- Роберт Зубрін (1952), США

## Технології
- Авіація, освоєння космосу, масове автомобілебудування
- Танкобудування, підводні човни.
- Винайдення та застосування ядерної зброї, ядерний реактор
- Електронні комп'ютери та Інтернет

## Суттєві відкриття
- Психологія: фройдистська модель особистості (поч. 1900-их, переглянута — 1920-ті), гуманістична (роджерівська), масловська

1900-ті
- 1903 у науці — Літак
- 1904 у науці — Парова турбіна
- 1907 у науці — Гелікоптер

1910-ті
- 1910 у науці — Авіаносець
- 1915 у науці — Хімічна зброя
- 1916 у науці — Танк

1920-ті
- 1921 у науці — Поліграф
- 1925 у науці — Телебачення
- 1928 у науці — Антибіотики

1930-ті
- 1934 у науці — Ракета
- 1939 у науці — Турбореактивний двигун

1940-ві
- 1940 у науці — Антибіотики
- 1941 у науці — Комп'ютер
- 1945 у науці — Атомна бомба
- 1947 у науці — Транзистор
- 1948 у науці — Голографія
- 1949 у науці — Реактивний авіалайнер

1950-ті
- 1953 у науці — Воднева бомба
- 1954 у науці — Атомна електростанція
- 1954 у науці — Калькулятор
- 1957 у науці — Штучний супутник
- 1958 у науці — Інтегральна схема

1960-ті
- 1960 у науці — Лазер
- 1961 у науці — Перший політ людини у космос
- 1969 у науці — APRA, Інтернет

1970-ті
- 1972 у науці — Томограф
- 1975 у науці — Персональний комп'ютер
- 1979 у науці — Компакт-диск

1980-ті
- 1983 у науці — Мобільний телефон

1990-ті
- 1991 у науці — Інтернет (веб)
- 1997 у науці — Клонування

## Культура і суспільне життя
- Культурні рухи: хіпізм, Рух неприєднання, Сексуальна революція, Дисидентство
- Студентські будівельні загони
- Рок-музика

## Мистецькі течії
- Модерн (також Сецесія, ар нуво)
- Кубізм
- Сюрреалізм
- Фантастичний реалізм
- Соціалістичний реалізм
- Фовізм
- Абстракціонізм
- Постмодернізм
- Функціоналізм
- Хай-тек

## Архітектори

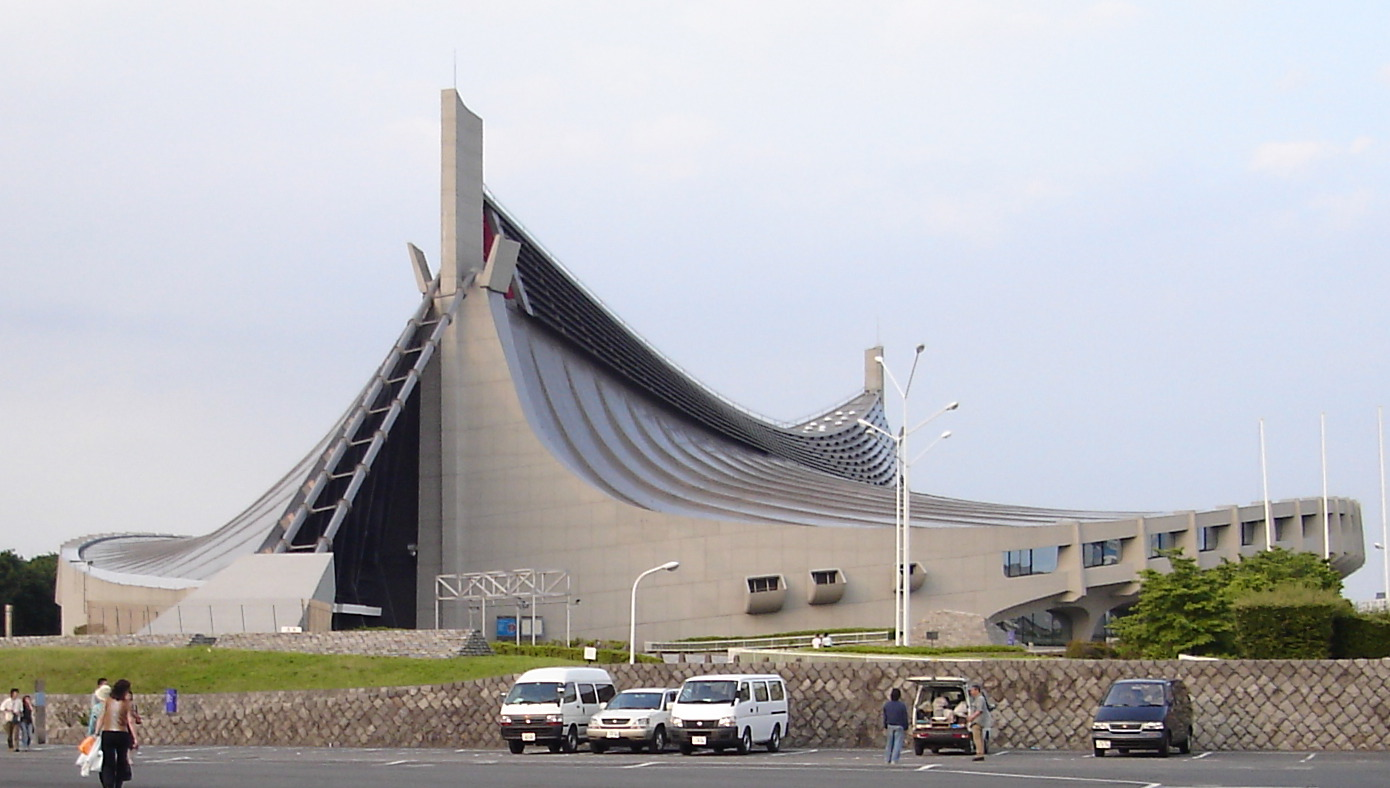
Кензо Танге, Олімпійські споруди в Токіо.

- Шехтель Федір Осипович , (1859–1926)
- Шреттер Євген Федорович , (1876–1925)
- Віктор Орта (1861–1947)
- Кекушев Лев Миколайович (1859–1919 ?)
- Антоніо Гауді, (1852–1926)
- Антоніо Сант'Еліа (1888–1916)
- Ле Корбюзьє, (1887–1965)
- Людвіг Міс ван дер Рое, (1886–1929)
- Луїс Мойя Бланко (1904–1990)
- Оскар Німейєр, (1907–2012)
- Танге Кендзо, (1913–2005)
- Френк Ллойд Райт, (1967–1959)
- Рікардо Бофілл (1939 р.н.)
- Тхор Борис Іванович (1929–2009)

## Літератори, поети

Скульптор Анатолій Бурдейний Монумент поетові Василю Стусу

- Чехов Антон Павлович, пізні твори, (1860–1904)
- Толстой Лев Миколайович, пізні твори, (1828–1910)
- Бунін Іван Олексійович, (1870–1953)
- Ромен Роллан, (1866–1944)
- Бернард Шоу, (1856–1950)
- Олаф Степлдон (1886–1950)
- Артур Кларк, (1917–2008)
- Рей Бредбері, (1920–2012)

### Літератори у СРСР
- Волошин Максиміліан Олександрович, (1877–1932)
- Булгаков Михайло Опанасович, (1891–1940)
- Смеляков Ярослав Васильович, (1912–1972)
- Нагибін Юрій Маркович, (1920–1994)
- Стус Василь Семенович, (1938–1985)
- Еренбург Ілля Григорович (1891–1967)
- Губерман Ігор Миронович (1936 р.н.)
- Бродський Йосип Олександрович, (1940–1996)
- Бородін Леонід Іванович (1938–2011)
- Ахмадуліна Белла Ахатівна (1937–2010)
- Окуджава Булат Шалвович, (1924–1997)
- Городницький Олександр Мойсейович (1933 р.н.)
- Кукін Юрій Олексійович (1932–2011)
- Ланцберг Володимир Ісакович (1948–2005)
- Кім Юлій Черсанович (1936 р.н.)
- Єсенін Сергій Олександрович, (1895–1925)
- Анна Ахматова, (1889–1966)
- Цвєтаєва Марина Іванівна, (1892–1941)
- Пастернак Борис Леонідович, (1890–1960)
- Мандельштам Осип Емільович, (1891–1938)
- Мітяєв Олег Григорович (1956 р.н.)
- Конічев Костянтин Іванович(1904–1971)
- Богат Євген Михайлович (1923-1985)

### Російські літератори
- Цвєтаєва Марина Іванівна (1892—1941)
- Анна Ахматова (1889—1966)
- Корній Чуковський (1882—1969)
- Твардовський Олександр Трифонович (1910-1971)
- Пришвін Михайло Михайлович (1873-1954)
- Мандельштам Осип Емільович (1891-1938)
- Бунін Іван Олексійович (1870-1953)
- Булгаков Михайло Опанасович (1891-1940)
- Гранін Данило Олександрович (1919-2017)
- Домбровський Юрій Йосипович (1909-1978)
- Нагибін Юрій Маркович (1920-1994)
- Маяковський Володимир Володимирович (1893-1930)
- Ейдельман Натан Якович  (1930-1989)

## Мистецькі менеджери
- Дягілєв Сергій Павлович, (1872–1929)
- Брюно Кокатрікс, (1910–1979)

## Художники та скульптори

### Представники реалізму
- Джон Сінгер Сарджент (1856–1925)
- Сєров Валентин Олександрович, пізні твори, (1865–1911), Росія
- Рєпін Ілля Юхимович, (1844–1930), Росія (Україна)-Фінляндія
- Леон Бакст, (1866–1924), Росія-Франція
- Жак-Еміль Бланш (1861–1942)
- Генрі Тонкс (1862–1937), Велика Британія
- Ігнасіо Сулоага, (1870–1945), Іспанія-Франція
- Моріс Лангаскенс (1884-1946), Бельгія
- Головін Олександр Якович, (1963–1930)
- Бенуа Олександр Миколайович, (1870–1960), Росія-Франція
- Сомов Костянтин Андрійович, (1869–1936), Росія-Франція
- Борис Кустодієв (Кустодієв Борис Михайлович), (1878–1927)
- Філіп Малявін, (1769–1940), Росія-Франція
- Коровін Костянтин Олексійович, (1761–1939), Росія-Франція
- Пластов Аркадій Олександрович, (1893–1972), Росія
- Жилінський Дмитро Дмитрович, (1927), Росія
- Коржев Гелій Михайлович, (1925–2012), Росія
- Лопяло Карл Карлович (1914–1979), Росія
- Франсуа Барро (1899–1934)
- Пабло Пікассо, (1881–1973)
- Альбер Марке, (1875–1947), Франція
- Ендрю Ваєт, (1917–2009), США
- Корін Павло Дмитрович, (1892–1967)
- Бєлов Петро Олексійович (1929-1988), Росія
- Вірсаладзе Симон Багратович(1909-1988), Росія
- Нестеров Михайло Васильович, (1862–1989), Росія
- Джордж Вашингтон Ламберт (1873-1930), Австралія
- Ернст Фукс, (1930 р.н.), Австрія

### Представники модернізму
- Амедео Модільяні, (1884–1920)
- Джино Северіні (1883–1966)
- Умберто Боччоні (1882–1916)
- Маріо Сіроні (1885–1961)
- Джорджо де Кирико (1888–1978)
- Лео Гестел (1881–1941)
- Анрі Матісс, (1869–1954)
- Древін Олександр Давидович, (1889 — ? 1938)
- Дієго Рівера, (1886–1956)
- Хайм Сутін (1893–1943)
- Освальдо Гуаясамін (1919–1999)
- Рауль Дюфі (1877-1953)

### Представники кубізму
- Пабло Пікассо, (1881–1973)
- Жорж Брак, (1882–1963)
- Попова Любов Сергіївна, (1889–1924)

### Представники сюрреалізму
- Сальвадор Далі, (1904–1989)
- Фріда Кало, (1901–1954)
- Октавіо Окампо(1943 р.н.)

### Соціалістичний реалізм
- Бродський Ісак Ізраїльович, (1883–1939)
- Герасимов Олександр Михайлович, (1881–1963)
- Богородський, Федір Семенович, (1895–1959)
- Греков Митрофан Борисович, (1882–1934)
- Грицай Олексій Михайлович (1914–1998)
- Дейнека Олександр Олександрович, (1899–1969)

### Суворий стиль та інші
- Коржев Гелій Михайлович (1925–2012)
- Попков Віктор Юхимович (1932–1974)
- Гріцай Олексій Михайлович (1914–1998)
- Жилінський Дмитро Дмитрович (1927 р.н.)
- Нісський Георгій Григорович (1903–1987)

### Художники України та української діаспори
- Костанді Киріак Костянтинович (1852—1921)
- Їжакевич Іван Сидорович (1864—1962)
- Бурачек Микола Григорович(1871—1942)
- Світлицький Григорій Петрович (1872—1948)
- Мурашко Олександр Олександрович (1875—1919)
- Костецький Володимир Миколайович, (1905–1968)
- Бендрик Микола Кузьмич, (1914–1993)
- Арнаутов Віктор Михайлович, (1896–1979)
- Кричевський Федір Григорович (1879—1947)
- Ацманчук Олександр Павлович (1923–1974)
- Базилевич Анатолій Дмитрович (1926–2005)
- Заливаха Опанас Іванович (1925–2007)
- Перевальський Василь Євдокимович, (1938 р.н.)
- Яцек Єрка, (1952 р.н.)
- Костецький Олександр Володимирович, (1954–2010)
- Кричевський Федір Григорович  (1873—1952), емігрант у Венесуелу
- Колесніков-Одеський Степан Федорович (1879–1955), пейзажист, емігрант у Сербію
- Рєпін Ілля Юхимович, (1844–1930)

### Митці Німеччини

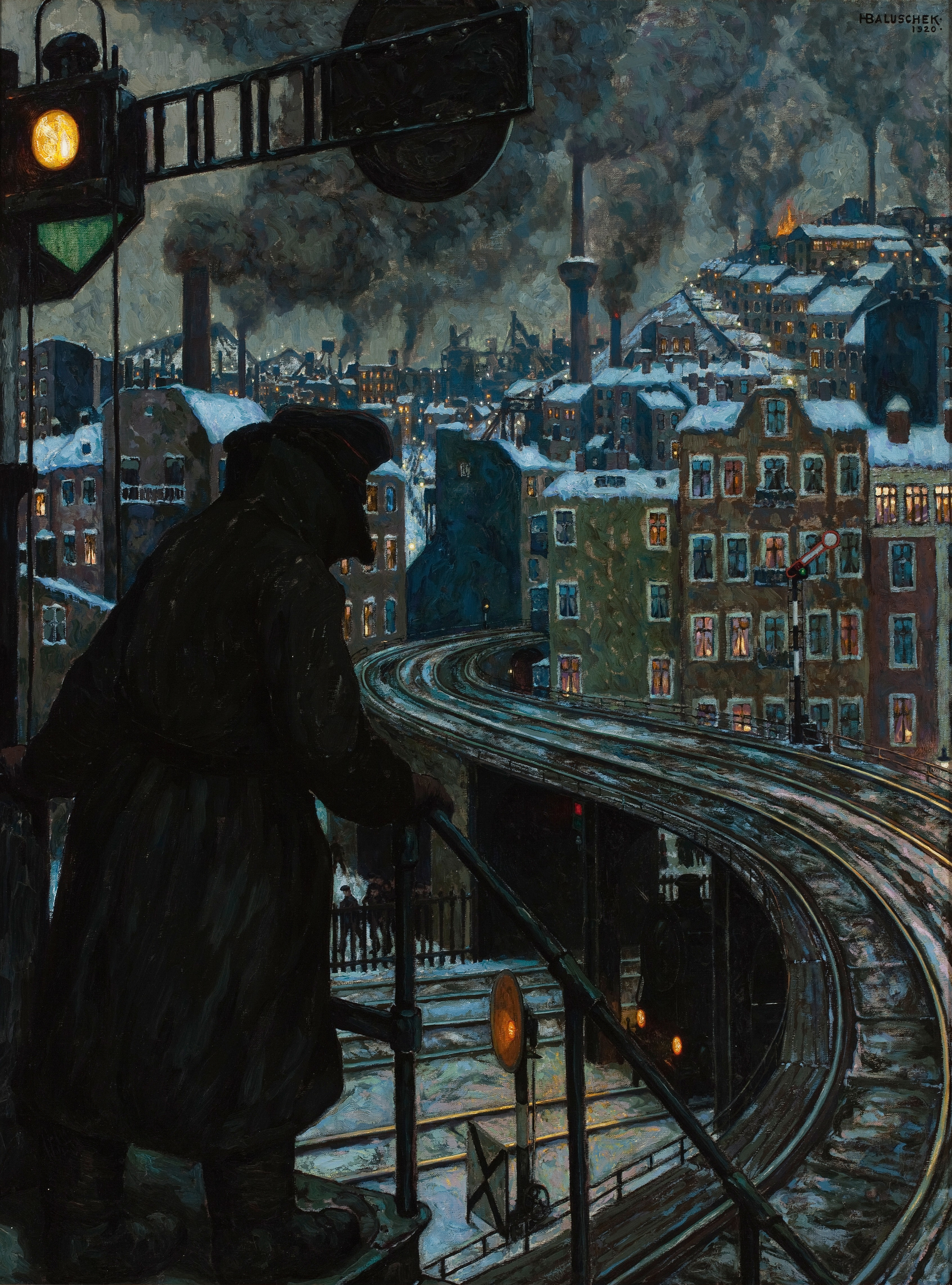
Ганс Балушек. «Пролетарське містечко», 1920 р.

- Макс Клінгер (1858–1920)
- Кете Кольвіц (1867–1945)
- Ернст Барлах (1870–1938)
- Ганс Балушек (1870–1935)
- Макс Кларенбах (1880–1952)

### Митці Іспанії
- Пабло Пікассо (1881–1973)
- Ігнасіо Сулоага (1870–1945)
- Сантьяго Русиньоль(1861–1931)
- Елісео Мейфрен (1857–1940)
- Рамон Касас (1855–1932)
- Сальвадор Далі (1904–1989)

### Митці Франції
- Жак Грюбер (1870—1936)
- Жан Люрса (1892—1966)
- Альбер Марке (1875—1947)
- Амедео Модільяні (1884—1920)
- Пабло Пікассо (1881—1973)
- П'єр Лапрад (1875-1931)
- Бернар Бюффе (1928—1999)
- Леопольд Готтліб (1879-1934)

### Російські художники нонконформісти
- Звєрєв Анатолій Тимофійович (1931–1986)
- Біргер Борис Георгійович (1923–2001)
- Юло Соостер (1924–1970)

### Російські художники-емігранти
- Леон Бакст, (1866–1924)

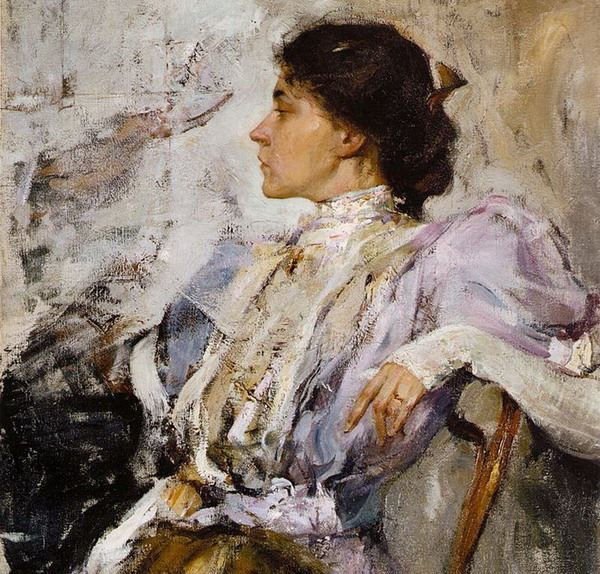
М. І. Фешин, " Пані в бузковому ", 1908 рік.

- Колесніков-Одеський Степан Федорович (1879–1955)
- Сорин Савелій Абрамович (1878–1953), художник, портретист
- Серебрякова Зінаїда Євгенівна, (1884–1967)
- Філіп Малявін, (1769–1940)
- Григор'єв Борис Дмитрович (1886–1939)
- Бенуа Олександр Миколайович (1870–1960)
- Сомов Костянтин Андрійович (1869–1936)
- Фешин Микола Іванович (1881–1955)
- Гончарова Наталія Сергіївна (1881–1962)
- Коровін Костянтин Олексійович, (1761–1939)
- Арнаутов Віктор Михайлович, (1896–1979)
- Ситников Василь Якович (1915-1987)
- Віктор Нізовцев (1965 р.н.)

### Російські скульптори
- Віра Мухіна (1889–1953)

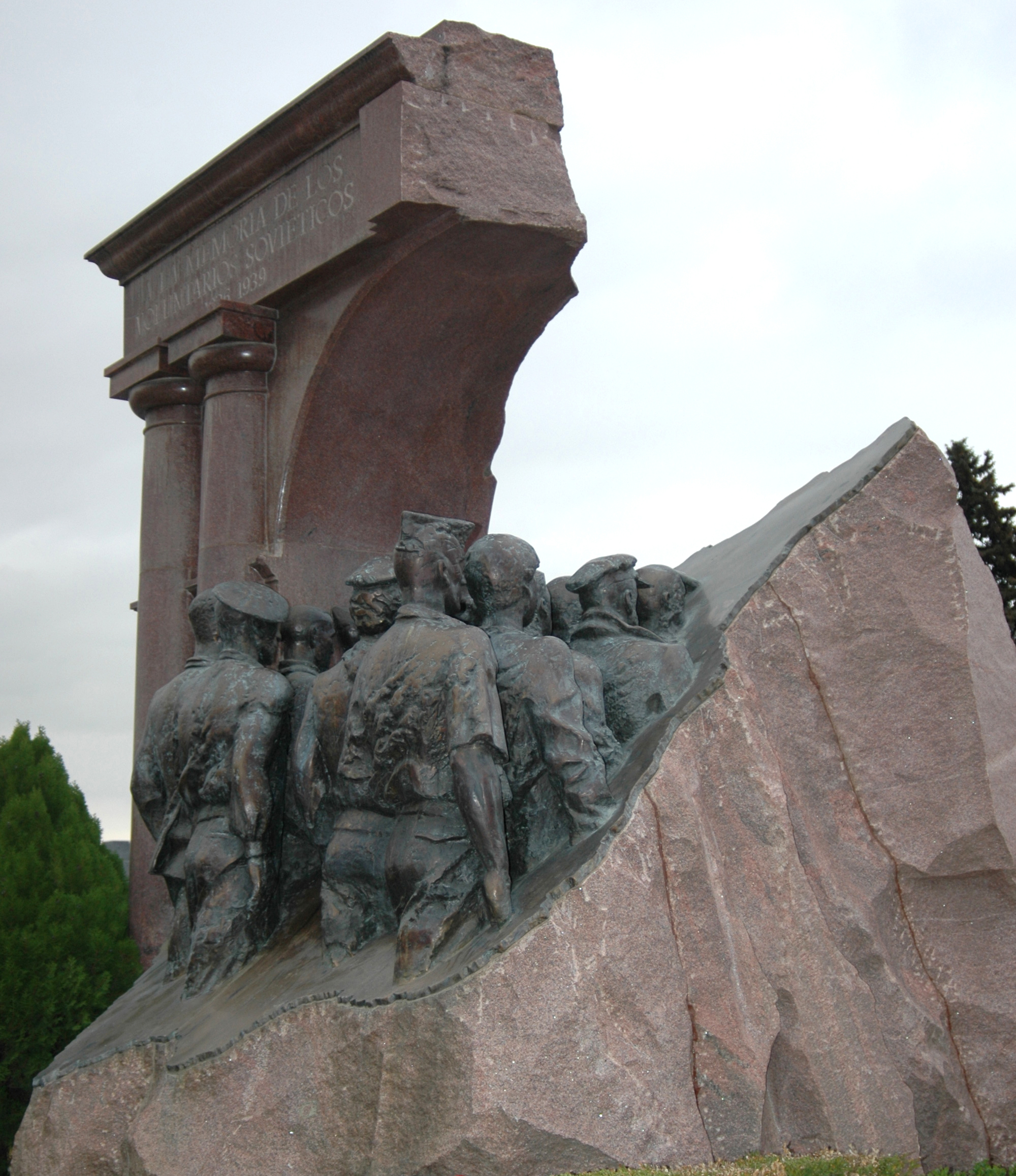
Ск. Рукавишніков О. І. «Російські добровольці, що входять з кам'янисті землі Іспанії» (монумент загиблим в Іспанії).

- Коньонков Сергій Тимофійович (1874–1971)
- Лавров Георгій Дмитрович (1895–1991)
- Манізер Матвій Генріхович (1891–1966)
- Неізвєстний Ернст Йосипович (1925 р.н.)
- Рукавишніков Олександр Іуліанович (1950 р.н.)
- Франгулян Георгій Вартанович (1945 р.н.)

## Художники Великої Британії
- Генрі Тонкс (1856–1937)
- Вільям Орпен (1878-1931)
- Френк Бренгвін (1867-1956)

## Художники Канади
- Франклін Кармайкл (1890-1945)

### Художники Сполучених Штатів
- Вінслов Гомер (1836–1910)
- Купер Калін Кемпбел (1856–1937)
- Роберт Лівайс Рід (1862–1929)

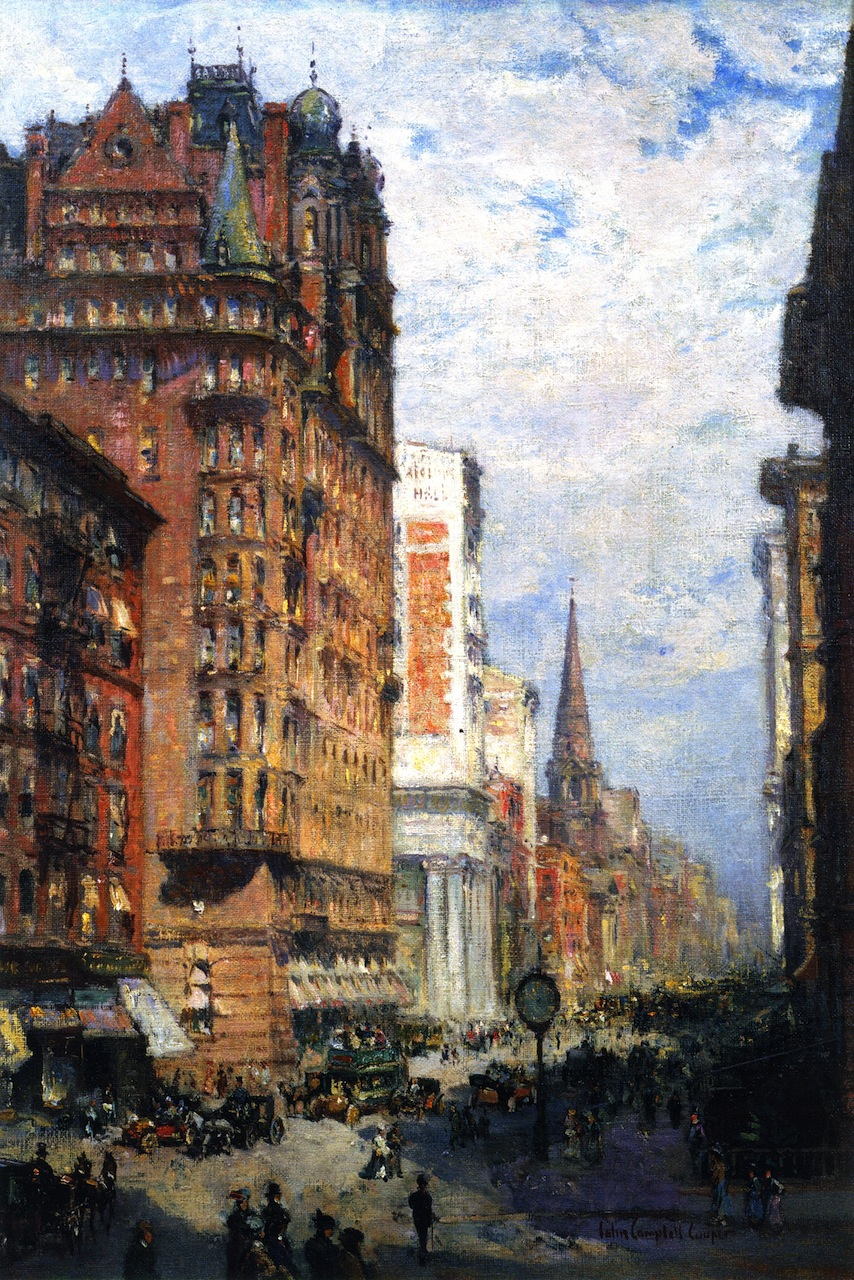
Купер Калін Кемпбел, «П'ята авеню, Нью-Йорк», 1906 р.

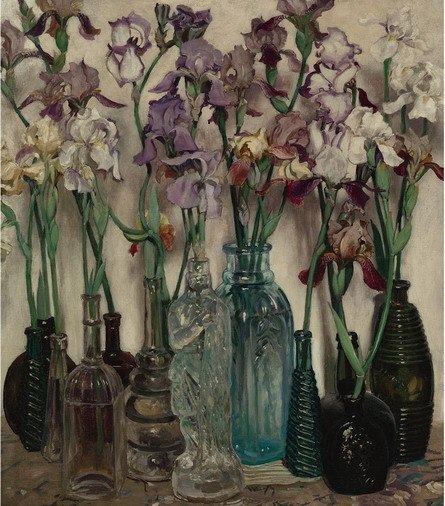
Фредерік Джад Вог. «Нове використання ромових пляшок», 1922, прив. збірка.

- Фредерік Джад Вог (1861–1940), мариніст і майстер натюрмортів
- Чайлд Хассам (1859–1935)
- Джордж Беллоуз (1882–1925)
- Ньюелл Конверс Ваєт (1882–1945)
- Гарі Мелхерс (1860–1932)
- Джордж Обертейфер (George Oberteuffer 1878–1940)
- Роквел Кент (1882–1971)
- Вінолд Рейсс (1886-1953)
- Мід Шеффер (1898-1980)
- Арнаутов Віктор Михайлович (1896–1979), монументаліст
- Ендрю Ваєт, (1917–2009), пейзажист, побутовий жанр
- Едвард Хоппер (1882–1967), пейзажист, побутовий жанр
- Леон Гаспар (1882–1964)
- Джорджія О'Кіф (1887–1986)
- Джон Сінгер Сарджент (1856–1925)
- Джозеф Кристіан Леєндекер (1874–1951), рекламний художник
- Еверет Шинн (1876–1953), побутовий жанр
- Бабуся Мозес (1860-1961), пейзажист
- Аарон Дуглас (художник) (1899-1979)
- Норман Роквелл (1894–1978), художник книги
- Пітер Блум (1906–1992)
- Пол Кадмус (1904–1999)
- Джексон Поллок (1912–1956)
- Ситников Василь Якович (1915-1987)
- Енді Воргол (1928–1987)
- Боріс Вальєхо (1941 р.н)
- Віктор Нізовцев (1965 р.н.)

### Скульптори, що працювали в Сполучених Штатах
- Томас Болл (1819–1911)
- Елізабет Ней (1833–1907)
- Етторе Ксіменес (1855-1926)

Фредерік Бартольді, Статуя Свободи, Нью-Йорк.

- Джон Квінсі Адамс Ворд (1830–1910)
- Фредерік Бартольді (1834–1904)
- Бела Пратт (1867–1917)
- Френч Дейл Честер (1850–1931)
- Коньонков Сергій Тимофійович (1874–1971)
- Карл Міллєс (1875–1955)
- Річард Морріс Гант (1827–1895)
- Стенфорд Вайт (1853–1906)
- Август Санкт-Годен (1848–1907)
- Герберт Адамс (1858–1945)
- Порл Вейланд Барлет (1865–1925)
- Тео Елис Китсон (1872–1932, жінка-скульптор)
- Вілер Вільямс (1897–1972)
- Честер Біч (1881–1956), скульптор і медальєр
- Джеймс Ерл Фрейзер (1876–1953)
- Лев Фрідлендер (1890–1966)
- Енід Яндел (1870–1934, жінка-скульптор)
- Моріс Стерн (Maurice Sterne 1878–1957)
- Пол Меншип (1885–1966)
- Річмонд Барт (1901–1989)
- Луїза Буржуа (1911–2010)

### Жінки художниці
- Кете Кольвіц (1867–1945)
- Сюзанна Валадон (1865–1938)
- Фріда Кало (1907–1954)
- Дела-Вос-Кардовська Ольга Людвігівна (1875–1952)
- Серебрякова Зінаїда Євгенівна, (1884–1967)
- Єлизавета Круглікова (1865–1941)
- Войтинська Надія Савелівна (1886–1965)
- Екстер Олександра Олександрівна (1882–1949)
- Білокур Катерина Василівна, (1900–1961)
- Примаченко Марія Оксентіївна (1907–1997)
- Горська Алла Олександрівна (1929–1970)
- Тетяна Яблонська, (1917–2005)

### Скульптори і художники різних напрямків
- Огюст Роден, (1840–1917), Франція
- Антуан Бурдель, (1861–1929), Франція
- Камілла Розалі Клодель, (1864–1943), Франція
- Ернст Барлах (1870–1938), Німеччина
- Кете Кольвіц (1867–1945), Німеччина
- Ґустав Віґеланд (1869–1943), Норвегія
- Вінченцо Геміто (1852–1929), Італія
- Франческо Мессіна (1900–1995), Італія
- Аугусто Мурер (1922–1985), Італія
- Еміліо Греко (1913–1995), Італія
- Джакомо Манцу (1908–1991), Італія
- Джуліо Арістід Сарторіо (1860–1932), Італія
- Жозе Мальйоа (1855–1933), Португалія

### Художники і муралісти Мексики
- Сатурніно Герран (1887–1918)
- Дієго Рівера (Diego María de la Concepción de la Rivera 1886–1957)
- Хосе Клементе Ороско (José Clemente Orozco 1883–1949)
- Хосе Давид Альфаро Сікейрос (David Alfaro Siqueiros 1896–1974)
- Фернандо Кастро Пачеко (Fernando Castro Pacheco 1918 р.н.)
- Хорхе Гонсалес Камарена (Jorge González Camarena 1908–1980)
- Беніто Хуарес ()
- Фріда Кало (1907–1954)
- Маріана Ямпольськи (1925–2002)
- Хуан О'Горман ( 1905—1982 )

### Художники Японії
.

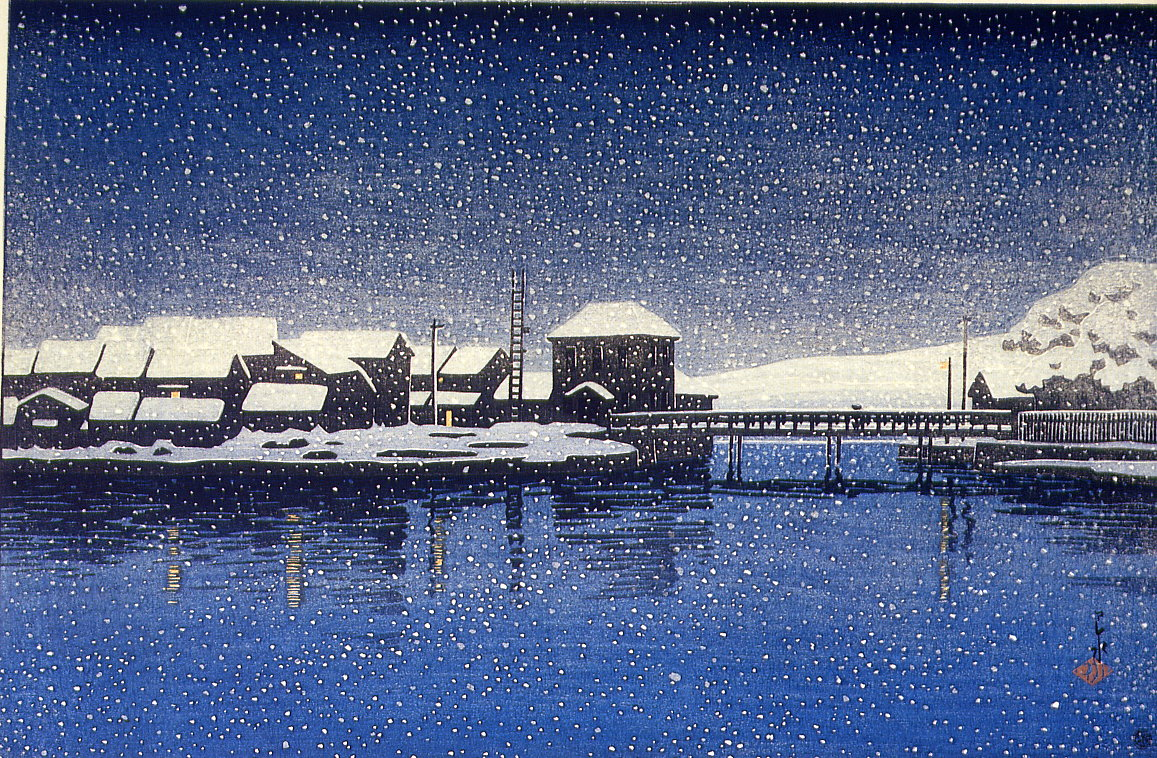
Кавасе Хасуі, «Засніжений порт Ебісу», 1911 р.

Танігамі Конан. Бегонія

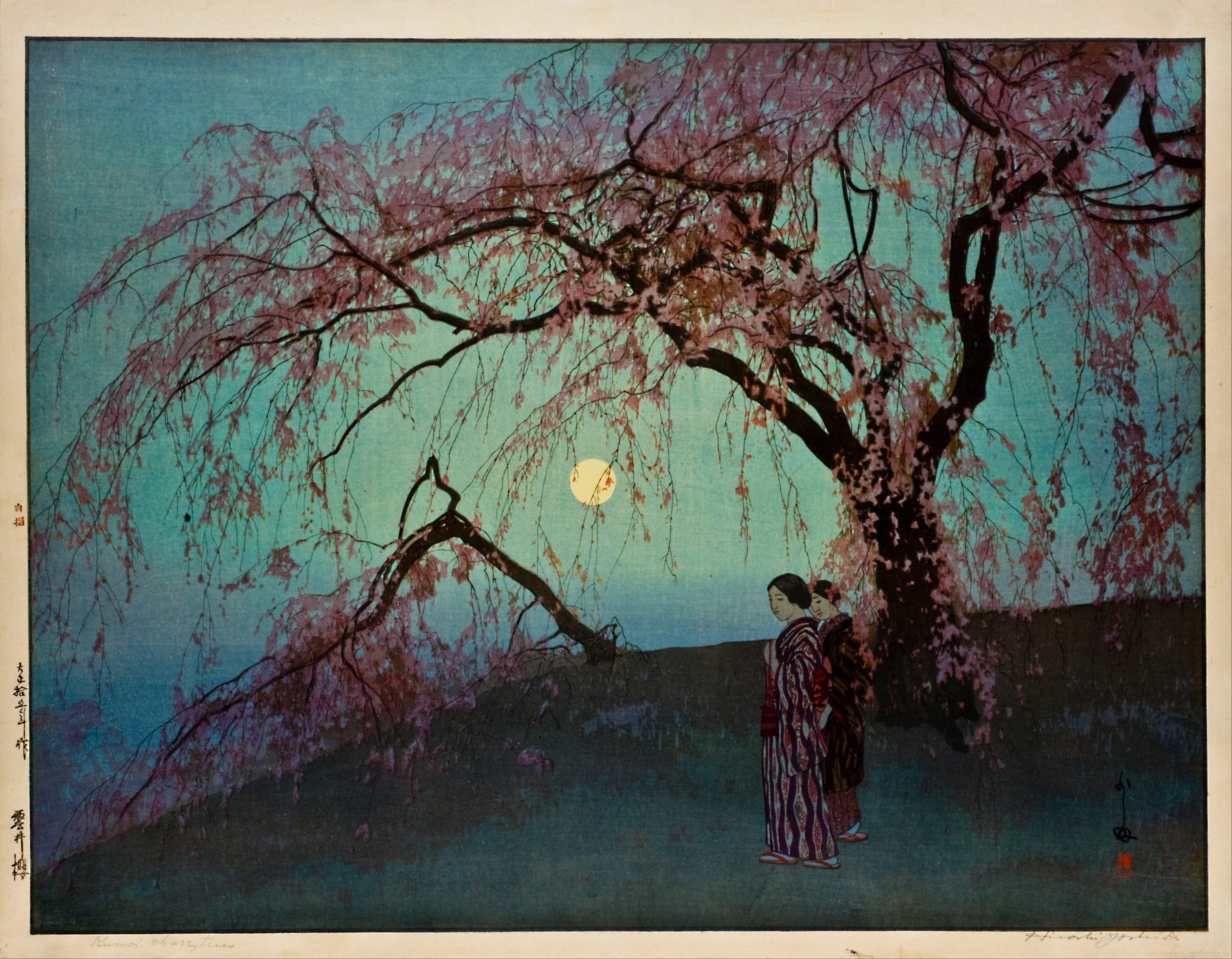
Хиросі Єсида, «Розквітлі сакури»

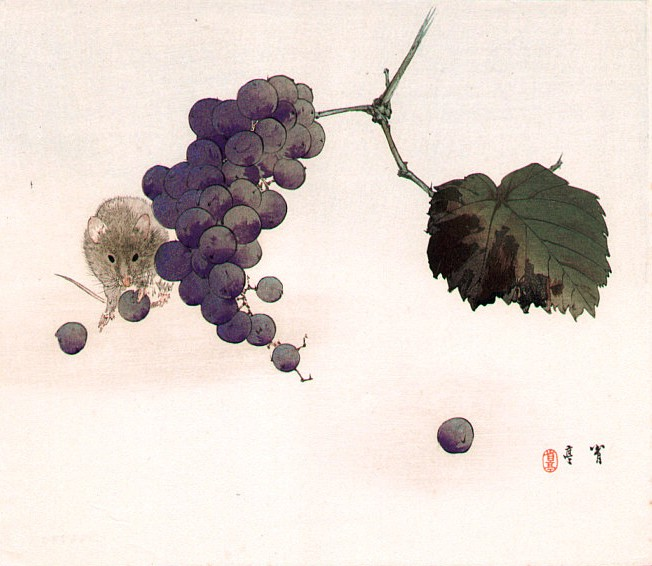
Ватанабе Шотей "Миша і виноград"

- Ватанабе Шотей (Watanabe Shōtei 1851–1918), також Ватанабе Сейтей
- Імао Кейнен (Imao Keinen 1845—1924 )
- Фуйо (Fuyo 1864–1936), гравер
- Кійоо Кавамера (Kiyoo Kawamera, 1852–1934)
- Танігамі Конан (Tanigami Konan (1879–1928)
- Такеукі Сейко (Takeuchi Seiho 竹内栖凤? 1864–1942), Кіото
- Канзан Шімомура (Kanzan Shimomura 1873–1930)
- Кабурагі Кійоката (Kaburagi Kiyokata 1878–1973)
- Томіта Кейсен (Tomita Keisen 1879–1936), Кіото
- Шибата Чешин (Shibata Zeshin, 1868–1912), лаковий живопис
- Йокояма Тайкан (Yokoyama Taikan 1868–1958), живопис
- Охара Косон (Ohara Koson 1877–1945)
- Мацуда Гонроку (1899, Канагава — Токіо), лаковий живопис
- Цуґухару Фудзіта (藤田嗣治, ふじた つぐはる 1886–1968)
- Садао Ватанабе(渡辺祯雄 1913–1996) жінка-художниця, християнська біблійна тематика
- Коморі Горо (1913, Такаяма —)
- Баура Сіого (1901, Кіото —), лаковий живопис
- Ватанабе Мугаі (1899, префектура Ніігата), лаковий живопис
- Домото Сіккен (1889, Кіото —)
- Іосіда Гендзюро (1896, Акі, префектура Кочі — Токіо)
- Ісіі Кейдо (1878, Такамацу, префектура Кагава)
- Комо Тозан (1882, Хіросіма — Токіо)
- Хиросі Єсида (1876–1950), м. Куруме, Фукуока, живопис і графіка
- Іосідо Дзюнічіро (1898, префектура Ніігата — Токіо)
- Тадасіге Оно (1909—), графіка
- Накадзіма Кейсуке (1917, Фукуока)
- Утагава Реймеі (1897, Вакамацу, префектура Фукусіма — Токіо)
- Йошиіро Урушибара (Yoshijiro Urushibara 1888–1953)
- Тараі Наодзі (1912, Канагава, префектура Ісікава)
- Накано Кендзі (1912, префектура Сізуока)
- Нісімуро Зохіко (1887, Кіото —), лаковий живопис
- Мімура Хіросі (1921, Фунабасі, префектура Чіба), розпис ширм
- Тоши Йошида (Toshi Yoshida, 1911–1995)
- Секіно Юнікіро (Sekino Jun'ichiro, Aomori, 1914–1988),
- Тера Тосіроо (1914, Кобе, префектура Комацу), порцеляна
- Синкаі Акіра (1922, Кіото), порцеляна
- Іто Шоха (伊藤小坡)Ito Shoha (1877–1968), графіка
- Такахаші Шьотей (Takahashi Shotei, 1870–1945), графіка
- Кавасе Хасуі (Kawase Hasui 1883–1957), графіка
- Цучія Коїцу (Tsuchiya Koitsu 1870–1949), графіка
- Хашіґучі Ґойо (橋口 五葉 Hashiguchi Goyō 1880–1921), графіка
- Ішівата Коїцу (Ishiwata Koitsu 1897–1987), графіка
- Нойол Нует (Noël Nouet 1885–1969), графіка
- Наторі Шунсен (名取春仙? Natori Shunsen 1886–1960), графіка
- Касаматцу Шіро (Kasamatsu Shiro 1898–1991), графіка
- Торії Котондо (Torii Kotondo 1900–1976), графіка
- Асано Такейї (Asano Takeji), графіка
- Кобаякава Кійоші (Kobayakawa Kiyoshi 1896–1948), графіка
- Такаші Муракамі (Takashi Murakami 1962 р.н.)

## Композитори

### Композитори Італії
- Ніно Рота (1911–1979)
- Отторіно Респіґі (1879–1936)
- П'єтро Масканьї (1863–1945)
- Енніо Морріконе (1928 р.н.)
- Джованні Фуско (1906–1968)
- Ремо Джадзотто (1910–1998)

### Композитори Франції
- Клод Дебюссі (1862–1918)
- Артур Онеґґер (1892–1955)
- Жан-Мішель Жарр (1948 р.н.)
- Даріус Мійо (1892–1974)

### Композитори Росії та СРСР
- Артем'єв Едуард Миколайович (1937 р.н.)
- Асаф'єв Борис Володимирович (1884–1949)
- Петров Андрій Павлович (1930–2006)
- Скрябін Олександр Миколайович (1872–1915)
- Вавілов Володимир Федорович (1925–1973)
- Прокоф'єв Сергій Сергійович (1891–1953)
- Соловйов-Сєдой Василь Павлович (1907–1979)
- Шостакович Дмитро Дмитрович (1906–1975)
- Стравінський Ігор Федорович (1882–1971)

## Радянські музиканти
- Коган Леонід Борисович (1924—1982)
- Баринова Галина Всеволодівна (1910—2006)
- Гілельс Еміль Григорович (1916—1985)
- Софроницький Володимир Володимирович (1901—1961)

## Балетмейстери
- Маріус Петіпа (1818–1910)
- Ролан Петі (1924–2011)
- Фокін Михайло Михайлович (1880–1942)
- Моріс Бежар (1927–2007)
- Леонід Мясін (1896–1979)
- Юрій Григорович (1927)
- Ігор Моїсеєв (1906–2007)

## Відомі балерини
- Ваганова Агріппіна Яківна, (1879–1951)
- Павлова Анна Павлівна, (1881–1931)
- Карсавіна Тамара Платонівна, (1885–1978)
- Матільда Кшесінська, (1872–1971)
- Уланова Галина Сергіївна, (1910–1998)
- Плісецька Майя Михайлівна, (1925)

## Відомі балетні танцівники
- Фокін Михайло Михайлович, (1880–1942)
- Серж Лифар, (1905–1986)
- Ніжинський Вацлав Фомич, (1889–1950)
- Чабукіані Вахтанг Михайлович, (1910–1992)
- Баришніков Михайло Миколайович, (1948)
- Нурєєв Рудольф Хаметович, (1938–1993)
- Васильєв Володимир Вікторович, (1940)

## Художники графіки
- Андерс Цорн (1860–1920), Швеція

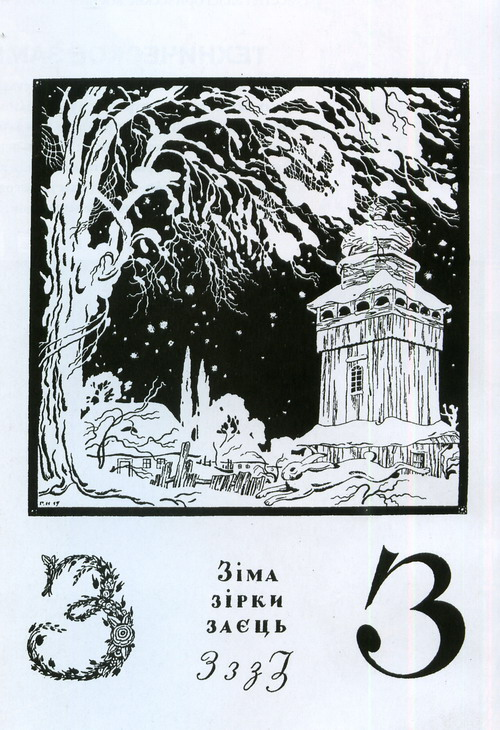
Нарбут Г. І. Літера З, українська абетка

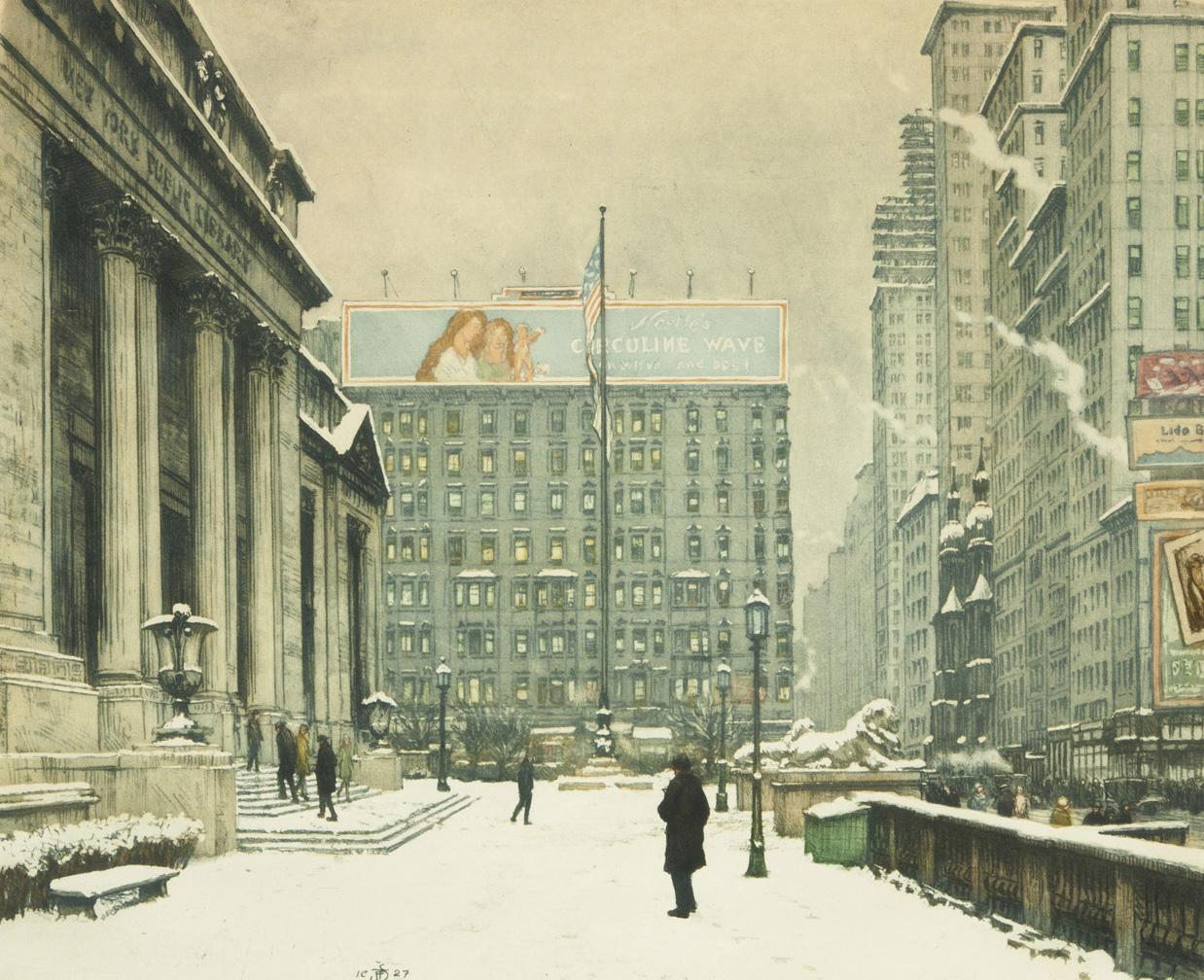
Шимон Тавік Франтішек, «Нью-Йоркська Публічна бібліотека», офорт, акватінта 1920-ті р.

- Едмунд Джозеф Салліван (1869–1933), Велика Британія
- Умберто Брунеллескі (1879–1949), Італія, Франція
- Пабло Пікассо (1881–1973) Іспанія, Франція
- Амедео Модільяні (1884–1920), Італія, Франція
- Леопольдо Мендес (1902–1969), Мексика
- Леон Бакст (1866–1924) Російська імперія, Франція
- Ганс Ерні (1909), Швейцарія,
- Самуель Єссурун де Мескита (1868–1944), Голландія
- Мауріц Корнеліс Ешер (1898–1972), Голландія
- Франс Мазерель (1889) Бельгія, Швейцарія,
- Шимон Тавік Франтішек (1877–1942), Чехія
- Кете Кольвіц (1867–1945), Німеччинка
- Владислав Скочиляс (1883–1934), Польща
- Жан Карзу, (1907–2000), Франція
- Бернар Бюффе (1928–1999), Франція
- Бунін Павло Львович (1927–2008), Росія
- Базилевич Анатолій Дмитрович (1926–2005), Україна
- Нарбут Георгій Іванович (1886–1920), Україна
- Якутович Георгій В'ячеславович (1930–2000), Україна
- Стратілат Микола Іванович (1942), Україна
- Перевальський Василь Євдокимович (1938), Україна
- Джеймс Джин, 1979 р.н., США

## Російські художники графіки
- Сєров Валентин Олександрович (1865–1911), Російська імперія
- Добужинський Мстислав Валеріанович, (1875–1957), Російська імперія,
- Купреянов Микола Миколайович(1894–1933), Росія
- Світальський Володимир Олександрович (1904–1937), СРСР
- Бродський Савва Григорович (1923–1982), СРСР
- Верейський Георгій Семенович (1886–1962), СРСР
- Успенський Михайло Миколайович (1915 р.н.)
- Рушева Надя (1952–1969), СРСР
- Мілашевський Володимир Олексійович (1893–1976), СРСР
- Кусков Іван Сергійович (1927–1997), СРСР
- Гаврічков Олексій Олексійович (1937–2003), СРСР, Росія
- Яхнін Рудольф Мойсейович (1938–1997), Росія
- Жутовський Борис Йосифович (1932), СРСР, Росія
- Златковський Михайло Михайлович (1944), СРСР, Росія
- Голяховський Євген Миколайович (1902–1971)
- Бриммер Микола Леонідович (1898–1929)
- Грузенберг Сергій Миколайович (1888–1934)
- Кравченко Олексій Ілліч (1889–1940)
- Сілін Олександр Дмитрович (1883–1942)
- Піскарьов Микола Іванович(1892–1959)

## Автори і виконавці власних пісень (барди)
- Городницький Олександр Мойсейович (1933 р.н.)
- Кім Юлій Черсанович (1936 р.н.)
- Дольський Олександр Олександрович  (1938 р.н.)
- Кукін Юрій Олексійович (1932—2011)
- Візбор Юрій Йосипович  (1934—1984)
- Ланцберг Володимир Ісакович (1948—2005)

## Арт ділери (торговці картинаи і творами мистецтва)
- Даніель Анрі Канвейлер (1884-1979)
- Поль Дуран-Рюель (1831–1922)

## Уславлені реставратори
- Барановський Петро Дмитрович (1892–1984)
- Кедринський Олександр Олександрович (1917–2003)
- Гессен А. Е. ()

## Музейні працівники
- Зеленова Анна Іванівна (1913–1980)
- Курбатов Володимир Якович (1878–1957)
- Бенуа Олександр Миколайович (1870–1960)
- Барановський Петро Дмитрович (1892–1984)
- Кульженко Поліна (1891–1984)
- Греч Олексій Миколайович (1899–1938)
- Кучумов Анатолій Михайлович (1912–1993)
- Маліцька Ксенія Михайлівна (1890–1969)

## Радянські театральні режисери
- Астрахан Дмитро Хананович (1957 р.н.)
- Брянцев Олександр Олександрович (1883–1961)
- Бабочкін Борис Андрійович (1904–1975)
- Мейєрхольд Всеволод Емільйович (1874–1940)
- Захаров Марк Анатолійович (1933 р.н.)
- Зон Борис Вульфович (1898—1966)
- Вейсбрем Павло Карлович (1899—1963)
- Охлопков Микола Павлович (1900–1967)
- Таїров Олександр Якович (1885–1950)
- Віктюк Роман Григорович (1936 р.н.)
- Акімов Микола Павлович (1901–1968)
- Корогодський Зіновій Якович (1926–2004)
- Товстоногов Георгій Олександрович (1915–1989)

## Радянські актори
- Симонов Микола Костянтинович (1901—1973)
- Тарасова Алла Костянтинівна (1898—1973)
- Бабочкін Борис Андрійович (1904—1975)
- Черкасов Микола Костянтинович  (1903—1966)
- Дворжецький Владислав Вацлавович  (1939—1978)
- Стржельчик Владислав Гнатович (1921—1995)
- Шарко Зінаїда Максимівна (1929 р.н.)
- Шуранова Антоніна Миколаївна (1936—2003)
- Трофімов Миколай Миколайович (1920-2005)
- Лебедєв Євген Олексійович (1917—1997)
- Луспекаєв Павло Борисович (1927–1970)
- Юрський Сергій Юрійович (1935 р.н.)
- Смоктуновський Інокентій Михайлович (1925—1994)
- Богатирьов Юрій Георгійович (1947–1989)
- Миколайчук Іван Васильович (1941-1987)